# 본오매송로
본오매송로(Bonomaesong-ro)는 경기도 안산시 상록구 본오동 본오교차로와 경기도 화성시 매송면 어천리 어천교차로를 잇는 도로이다.

## 연혁
- 2018년: 개통

## 주요 경유지
경기도

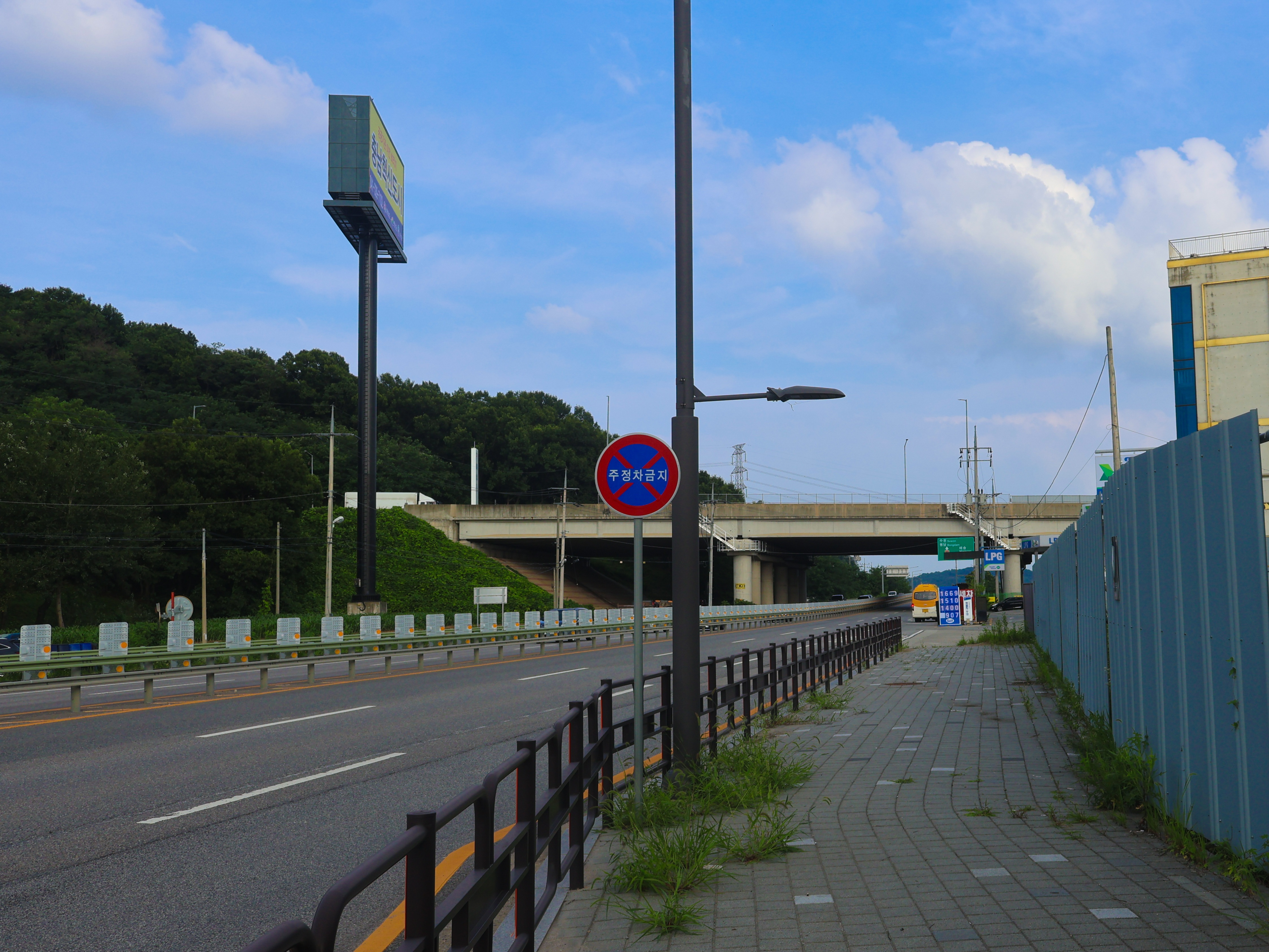
화성시 매송면 구간 (2024년 7월)

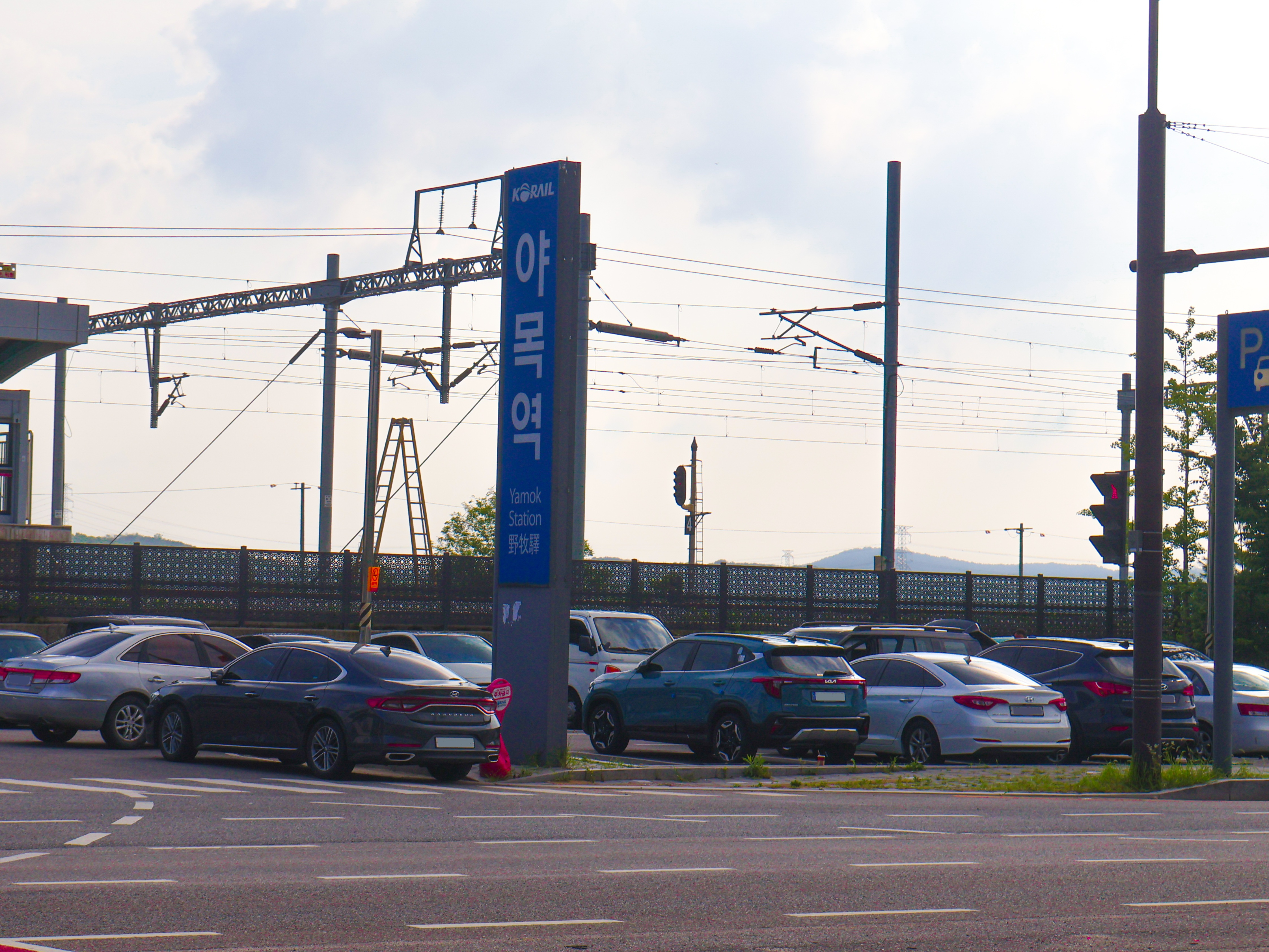
본오매송로 야목역 주차장 (2024년 7월)

- 안산시 상록구 (본오동) / 화성시 매송면 (야목리, 숙곡리, 어천리)

## 노선
전 구간 국가지원지방도 제98호선에 속하고, 이에대한 표기는 생략한다.
| 이름                | 접속 노선                                                      | 소재지        | 소재지        | 소재지        | 소재지        | 비고                         |
| 비봉로와 직결       | 비봉로와 직결                                                  | 비봉로와 직결 | 비봉로와 직결 | 비봉로와 직결 | 비봉로와 직결 | 비봉로와 직결                |
| ------------------- | -------------------------------------------------------------- | ------------- | ------------- | ------------- | ------------- | ---------------------------- |
| 본오교차로          | 비봉로                                                         | 경기도        | 안산시        | 단원구        | 본오동        | 국가지원지방도 제84호선 구간 |
| (이름 없는 교량)    |                                                                | 경기도        | 화성시        | 매송면        | 야목리        | 국가지원지방도 제84호선 구간 |
| 빈정교차로          | 야목서길                                                       | 경기도        | 화성시        | 매송면        | 야목리        | 국가지원지방도 제84호선 구간 |
| (이름 없음)         | 야목서길                                                       | 경기도        | 화성시        | 매송면        | 야목리        | 국가지원지방도 제84호선 구간 |
| 야목교차로          | 푸른들판로                                                     | 경기도        | 화성시        | 매송면        | 야목리        | 국가지원지방도 제84호선 구간 |
| (이름 없음)         | 국가지원지방도 제84호선 (매송로)                               | 경기도        | 화성시        | 매송면        | 야목리        |                              |
| 야목역              |                                                                | 경기도        | 화성시        | 매송면        | 야목리        |                              |
| 현천교차로          | 국가지원지방도 제84호선 (매송로)                               | 경기도        | 화성시        | 매송면        | 야목리        |                              |
| 숙곡지하차도        |                                                                | 경기도        | 화성시        | 매송면        | 숙곡리        |                              |
| 어천교              |                                                                | 경기도        | 화성시        | 매송면        | 어천리        |                              |
| 어천교차로 어천육교 | 국가지원지방도 제98호선 (매송고색로) 지방도 제313호선 (화성로) | 경기도        | 화성시        | 매송면        | 어천리        |                              |
| 매송고색로와 직결   |                                                                |               |               |               |               |                              |

## 주요 건물 및 시설
- 야목역 (경기도 화성시 매송면 본오매송로 286)